# Laurentius Gallerius
Laurentius Johannis Gallerius, född 1626 i Västra Ryds församling, Östergötland, död 18 augusti 1683 i Västra Ryds församling, Östergötlands län, var en svensk präst.

## Biografi
Laurentius Gallerius föddes 1626 i Västra Ryds församling. Han var son till en bonde i Gallarp. Gallerius blev 1647 student vid Uppsala universitet och prästvigdes 17 december 1650. Han blev 1661 komminister i Svinhults församling och 30 september 1669 kyrkoherde i Västra Ryds församling, tillträdde 1670. Gallerius avled 1683 i Västra Ryds församling.
Gallerius skänkte 1674 en ljusarm till läktaren i Västra Ryds kyrka.

### Familj
Gallerius gifte sig 1651 med Kerstin Sundius (död 1704), dotter till kyrkoherden Petrus Rivius i Sunds församling. De fick tillsammans barnen Margareta Gallerius (född 1652) som var gift med komministern Ericus Osander i Svinhults församling, kyrkoherden Jonas Gallerius (död 1704) i Kungsholms församling, Stockholm, bonden Petrus Larsson (död 1693) i Gallarp och fältväbeln Samuel Gallholm (född 1665) vid Östgöta infanteriregemente.